# Marignac-Lasclares
Marignac-Lasclares ist eine französische Gemeinde mit starkem Bevölkerungswachstum von 201 (Stand 1962) auf 476 Einwohner (Stand 1. Januar 2022) im Département Haute-Garonne in der Region Okzitanien. Die Bewohner werden Mariclarains genannt. Der Ort liegt 52 Kilometer südlich von Toulouse am Bewässerungskanal Canal de Saint-Martory.

## Bevölkerungsentwicklung
| Jahr                       | 1962 | 1968 | 1975 | 1982 | 1990 | 1999 | 2010 | 2017 |
| Einwohner                  | 269  | 235  | 209  | 240  | 265  | 295  | 410  | 478  |
| Quellen: Cassini und INSEE |      |      |      |      |      |      |      |      |

## Sehenswürdigkeiten

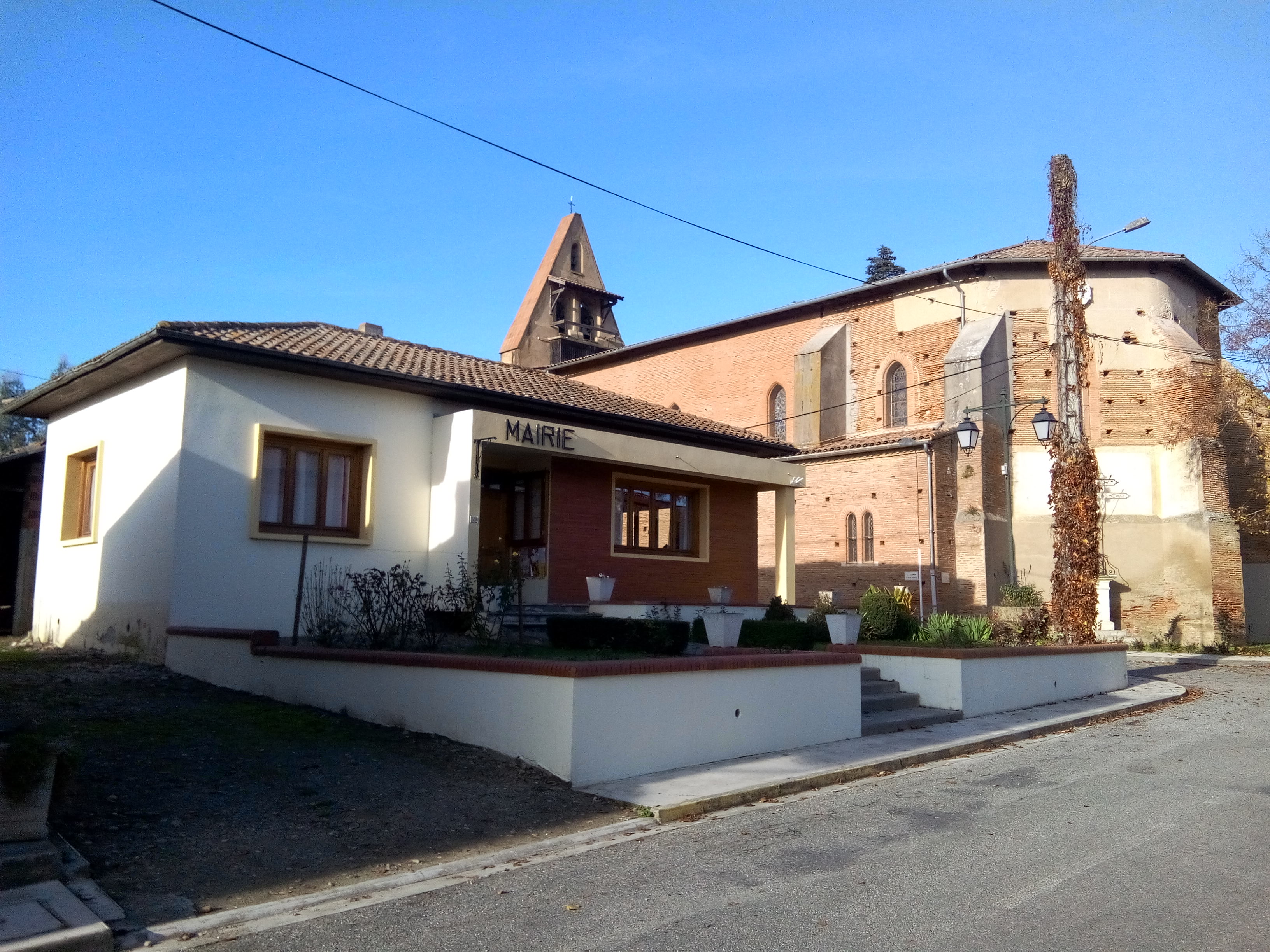
Kirche Saint-Martin

- Kirche Saint-Martin